# Ellon Castle
Ellon Castle ist eine Burgruine in der Stadt Ellon in der schottischen Council Area Aberdeenshire. Die Burg entstand im 16. Jahrhundert, enthält aber Teile eines älteren Gebäudes aus dem 15. Jahrhundert. Im 18. Jahrhundert wurde die Burg renoviert. Die Ruinen bilden den Mittelpunkt eines 6 Hektar großen, formellen Gartens, der 1745 angelegt wurde. Dessen Mitte bildet eine um 1700 gebaute Sonnenuhr, die Historic Scotland als historisches Bauwerk der Kategorie A gelistet hat. Die Burgruine gilt als Scheduled Monument.

## Geschichte

### Motte
Eine hölzerne Motte, die im 13. Jahrhundert, zur Regierungszeit des Clan Cumming entstand, gab es an anderer Stelle in Ellon. Dieser Ort wurde später Moot Hill oder Earl’s Hill genannt. Alexander Comyn nutzte die Motte, die als Hauptsitz der Mormaers galt, die Buchan kontrollierten, als wichtigstes Zentrum zur Abhandlung von Gerichtssachen. Auf dem Mound aus Erde, der von einem tiefen Graben umgeben war, stand ein hölzerner Turm, der als Wohnung für die Familie diente. Eine Zugbrücke hielt Eindringlinge davon ab, Zugang zum hölzernen Treppenhaus auf der Hangseite zu erlangen, das zu den Palisaden um den Turm führte. Scheunen, Stallungen und andere Nebengebäude lagen in einem anderen, angrenzenden Hof, der in der gleichen Art und Weise geschützt war. Nachdem Robert the Bruce Comyns Sohn John im Mai 1308 in der Schlacht bei Inverurie besiegt hatte, folgte das Harrying of Buchan und Ellon fiel einem Brand zum Opfer; der irdene Mound blieb erhalten, bis er Anfang des 19. Jahrhunderts eingeebnet wurde. Mit dem Niedergang der Comyns fielen die Ländereien zurück an die Krone, die sie behielt, bis König Robert II. sie Alexander Stewart, 1. Earl of Buchan, verlehnte.

### Alte Burg
1413 verkaufte Isobel Moffat Land, das Hill of Ardgith genannt wurde, an Thomas Kennedy. Kennedy, manchmal auch Kynidy geschrieben, war wegen seiner Verdienste in der Schlacht von Harlaw vom Duke of Albany zum erblichen Konstabler von Aberdeen ernannt worden. Irgendwann zwischen dem Kauf des Landes und 1500 wurde eine Festung gebaut, die ursprünglich Fortalice of Ardgith hieß; die Burg wurde vermutlich im Auftrag der Kennedys of Kermuck – manchmal auch Kinmuck genannt – erbaut und diente als deren Familiensitz. Laut dem Geschichtswissenschaftler W. Douglas Simpson stammt das gewölbte Untergeschoss aus dem 15. Jahrhundert und ist damit der älteste Gebäudeteil. Die Burg wurde Ende des 16. Jahrhunderts umgebaut, laut Simpson durch die Baumeister John und Thomas Leiper, die auch Arbeiten am nahegelegenen Tolquhon Castle, dem House of Schivas und dem Castle Fraser durchführten.
Ein Stein mit dem Wappen der Kennedys findet sich in den Ruinen. Auf dem auf 1635 datierten Stein ist ein Schild abgebildet und er trägt die Initialen G. K.

## Garten
In der Mitte des 2,4 Hektar großen, formellen Gartens befindet sich eine Facetten-Sonnenuhr. Die um 1700 entstandene Uhr ist auf drei Stufen montiert und mit 24 Flächen ausgeführt. Sie ist vermutlich für Baillie Gordon of Ellon zum Gedenken an ihre beiden Kinder aufgestellt worden, die 1717 von ihrem Tutor, Richard Irvine, umgebracht wurden. Die beiden Jungen wurden in Edinburgh umgebracht, nachdem sie berichtet hatten, dass sie ihn mit der Dienerin ihrer Mutter in einer kompromittierenden Situation gesehen hätten.